# Алмаш-Салиште (Хунедоара)
Алмаш-Салиште (рум. Almaș-Săliște) насеље је у Румунији у округу Хунедоара у општини Зам. Oпштина се налази на надморској висини од 281 m.

## Историја
Према државном шематизму православног клира Угарске 1846. године у месту "Алмаш-Селиште" је парох поп Максим Анка, којем помаже капелан поп Соломон Поповић. Број православних породица је 52, али ту спадају и филијарци из Алмашела и Миканежд - 26 фамилија.

## Становништво
Према подацима из 2002. године у насељу је живело 162 становника, од којих су сви румунске националности.